# Cassius Longinus (filosoof)
Cassius Longinus (ca. 213-273) was een hellenistische retoricus, filosoof, literair criticus en politiek adviseur. 
Hij werd mogelijk geboren in Emesa in Syrië. Hij studeerde in Alexandrië bij Ammonius Saccas en Origenes de Heiden. Daarna heeft hij gedurende dertig jaar lesgegeven in Athene, waar Porphyrius een van zijn leerlingen was. Longinus werd geen aanhanger van het neoplatonisme, zoals dat in zijn tijd werd ontwikkeld door Plotinus, die ook bij Ammonius Saccas had gestudeerd. Cassius Longinus bleef het platonisme van de oude stempel trouw. Zijn reputatie als literair criticus was erg groot. Tijdens een bezoek aan het oosten, werd hij leraar, en later hoofdadviseur van Zenobia, de koningin van het Rijk van Palmyra. Het was op basis van zijn advies dat Zenobia probeerde om de onafhankelijkheid van Palmyra van het Romeinse Rijk te herwinnen. De revolte werd echter neergeslagen door keizer Aurelianus, waarna Longinus als een van de hoofdschuldigen op ongeveer zestigjarige leeftijd werd geëxecuteerd.
- Bibliothèque nationale de France: cb120634088 (data)
- Catàleg d'autoritats de noms i títols de Catalunya: 981058512996806706
- CiNii: DA00655702
- Gemeinsame Normdatei: 119164361
- International Standard Name Identifier: 0000 0001 2130 049X
- Library of Congress Control Number: n79043133
- Nationale Bibliotheek van Letland: 000036506
- Bibliotheek van het Japanse parlement: 00746370
- Nationale Bibliotheek van Tsjechië: jn20020607001
- Nationale Bibliotheek van Israël: 987007277744605171
- Nederlandse Thesaurus van Auteursnamen: 234611227
- Istituto Centrale per il Catalogo Unico: CFIV139402
- LIBRIS: 204924
- SNAC: w6n87wtn
- Système universitaire de documentation: 028892569
- Virtual International Authority File: 42634532